# ウィーン条約 (1725年)
ウィーン条約は、1725年4月にハプスブルク帝国（オーストリア）とスペインとの間で結ばれた条約。

## 締結
先の四カ国同盟戦争終結後、二国間では対イギリス政策について協議が行われ、ジブラルタルの奪回を目指すスペインと、オステンド貿易会社を成功させたいオーストリアの利害が一致を見た。
そのため、過去の対立は水に流すことにして、1725年の4月にウィーンで条約を締結した。

## 内容
その内容は以下の通り。
1. スペインはオーストリアの国事詔書を承認し、オーストリアはスペインに対する継承権を完全に放棄する。これはスペイン継承戦争終結時に了解されたはずの事項の再確認。
2. スペインのジブラルタル回復をオーストリアは支援する。オーストリアとスペインはイギリスに対して共同戦線を張るということ。

## その後
基本的に、この条約は失敗に終わった。
スペインは1727年から1年かけてジブラルタルを攻めたものの陥落せず、オーストリアは1731年にはイギリスと関係を再構築してしまった。
その後、ポーランド継承戦争で二国は敵同士になり、イタリアのオーストリア領土が争われた。
さらに後のオーストリア継承戦争ではスペインは国事詔書の承認は無かったものとして再びイタリアのオーストリア領土に攻め込んだ。